# مواد السكك الحديدية الصينية
الشركة التجارية الصينية لمواد السكك الحديدية (CRMCC ) هي شركة مملوكة للدولة في الصين، تحت إشراف لجنة مراقبة وإدارة الأصول المملوكة للدولة التابعة لمجلس الدولة .
وكان سلف المجموعة هو مكتب إدارة المواد بوزارة السكك الحديدية الصينية.
الشركة التابعة الرئيسية للمجموعة كانت شركة مواد السكك الحديدية الصينية المحدودة (CRM). في عام 2010، تم حقن معظم أصول الشركة التجارية الصينية لمواد السكك الحديدية في شركة مواد السكك الحديدية الصينية المحدودة، باستثناء الأداة الاستثمارية لـ الشركة التجارية الصينية لمواد السكك الحديدية: استثمار مواد السكك الحديدية الصينية ;  تم الإعلان عن خطة لتعويم إدارة علاقات العملاء في بورصة شنغهاي وبورصة هونغ كونغ في نفس العام. ومع ذلك، لم تشرع الشركة في الطرح العام الأولي .
في عام 2014 تمت إعادة تسمية الشركة التجارية الصينية لمواد السكك الحديدية إلى شركة مواد السكك الحديدية الصينية المحدودة
كانت الشركة شريكًا لشركة فيررأوس المحدودة الأسترالية المدرجة سابقًا، والشركة السويسرية الأفريقية إيرون أور جروب  والشركة البريطانية المدرجة شركة المعادن الأفريقية المحدودة .